# 对外情报与安全局
对外情报与安全局（意大利语：Agenzia Informazioni e Sicurezza Esterna，AISE）是意大利的对外情报机构。
对外情报与安全局成立于 2007 年，以取代军事情报和安全局(SISMI)，作为意大利情报部门改革的一部分。该机构在意大利境外运作，主要通过使用人力情报来保护国家安全和利益，并通过部长会议主席向意大利总理负责。
对外情报与安全局的现任主任是 Giovanni Caravelli 将军。

## 历史
自二战结束以来，意大利情报机构进行了多次改组：
- SIM 1900–49，
- SIFAR 1949–65，
- SIOS 1949-97，
- SID 1965–77,
- SISMI （军事分支）和SISDE （民事分支），情报和安全执行委员会(CESIS) 1977–2007

意大利不断试图提高他们的效率并使他们更充分地受到民选政府的控制。
对外情报与安全局根据第 124/2007 号法律成立于 2007 年8 月 3 日。
与1977 年 10 月 24 日相比，改革彻底改变了意大利情报机构的结构。 801法，它现在不划分民事和军事结构之间的责任（即SISDE 和 SISMI），但区分负责范围：
- AISI 仅在意大利和
- AISE只在国外，
- DIS（ Dipartimento delle Informazioni per la Sicurezza - “安全情报部”）

使意大利与其他国家安排服务的方式保持一致。从法律上讲，这与美国中央情报局的案件类似

## 任务
根据第 124/2007 号法律第 6 条的规定，该机构的任务是研究和开发所有必要的信息，以捍卫意大利的独立、完整和安全免受来自国外的威胁，包括执行国际协定。 AISE 还在核材料或被认为具有战略意义的材料的反扩散领域开展活动，并在意大利境外开展安全信息活动，以保护意大利的政治、军事、经济、科学和工业利益，以及探测外部针对意大利的国家领土间谍活动和旨在损害国家利益的活动。

## 地域管辖
对外情报与安全局只能在意大利境外以及意大利驻外大使馆执行任务。事实上，法律明确禁止对外情报与安全局在意大利执行任务，除非这是开任务绝对必要的。在这种情况下，规则要求该任务只能与 AISI 合作进行，DIS 总监应确保必要形式的协调和联系信息，以避免职能或领土重叠.

## 组织
第 124/2007 号法律规定对外情报与安全局对部长会议主席负责，作为受托进行高级管理并全面负责意大利安全信息政策的机构。对外情报与安全局仍应及时、持续地与国防部、外交部和内政部合作。
对外情报与安全局由部长会议主席任命的局长管理。该任命的最长期限为四年，并且只能续签一次。 对外情报与安全局局长在部长会议的活动中总统汇报，或者通过 DIS 总监授予授权（如果已产生）。它在紧急情况下或在其他特殊情况需要时直接向部长会议主席报告，并立即通知 DIS 总干事。
对外情报与安全局局长身边有一名或多名副局长，由部长会议主席与主任协商后任免。该机构内的其他职位由对外情报与安全局局长任命。

## 局长
- Bruno Branciforte 中将（2007 年 8 月 4 日 - 2010 年 2 月 4 日），SISMI 前任主任。 [1]
- Adriano Santini 将军（2010 年 2 月 5 日至 2014 年 2 月 19 日）
- 保罗·斯卡皮斯（临时，2014 年 2 月 20 日至 2014 年 4 月 18 日）
- Alberto Manenti 将军（2014 年 4 月 19 日至 2018 年 11 月 22 日）
- 卢西亚诺宪章将军（2018 年 11 月 23 日至 2020 年 5 月 18 日）
- Giovanni Caravelli 将军（2020 年 5 月 18 日至今）

## 国防参谋部信息和安全部
同一项 2007 年法律承认国防参谋部信息和安全部 (RIS) 依赖于“一般信息、技术军事和宪兵的任务，特别是任何有用的商业信息，以保护委托人和活动驻外武装部队。 RIS 与 AISE 密切合作。”
AISE 和 RIS 在通用情报和反情报领域竞争特别激烈。